# Nelson Parraguez
Nelson Rodrigo Parraguez Riveros (* 5. April 1971 in Santiago de Chile) ist ein ehemaliger chilenischer Fußballspieler. Der defensive Mittelfeldspieler absolvierte 52 Länderspiele und nahm an der Weltmeisterschaft 1998 in Frankreich teil.

## Karriere

### Verein
Nelson Parraguez begann mit dem Fußballspielen in der Schule San Juan Evangelista in Las Condes und wechselte später in die Jugend des Klubs Universidad Católica. Dort traf er auch auf einen seiner besten Freunde, Raimundo Tupper. Parraguez debütierte bei den Cruzados 1989, blieb bis 2000 dort und kehrte jeweils nach seinen maximal einjährigen Auslandsstationen bei Club Necaxa in Mexiko und Nueva Chicago in Argentinien, wo er auf seinen früheren Trainer Néstor Gorosito traf, zurück zu UC. 2004 beendete Parraguez als Kapitän der Mannschaft seine Karriere bei Universidad Católica. Mit dem Universitätsklub gewann Parraguez 1991 und 1995 die Copa Chile, die Meisterschaft der Apertura 1997 und die Copa Interamericana 1994. Zudem erreichte Parraguez mit Universidad Católica das Finale Copa Libertadores 1993.

### Nationalmannschaft
Nelson Parraguez gab sein Debüt im April 1991 für Chile im Alter von 20 Jahren beim Freundschaftsspiel gegen Mexiko. Im Juli 1991 spielte er unter Arturo Salah bei der Copa América 1991, bei der Chile auf dem dritten Platz hinter Argentinien und Brasilien landete, drei Partien. Bei der Copa América 1993 kam der Parraguez nur beim 3:2-Erfolg gegen Brasilien zum Einsatz. Dies war auch der einzige Erfolg im Turnier, Chile schied in der Gruppenphase aus. Auch bei der Copa América 1995, bei der Parraguez alle drei Spiele absolvierte, kam Chile nach zwei Niederlagen und einem Unentschieden nicht über die Gruppenphase hinaus.
Bei der Copa América 1997 endete Chile nach drei Niederlagen ohne Punkt das Turnier in der Gruppenphase. Parraguez spielte die ersten beiden Partien gegen die USA und Argentinien. Besser lief es für den 1,83 m großen Mittelfeldspieler bei der Weltmeisterschaft 1998, wo das Team von Trainer Nelson Acosta nach drei Unentschieden das Achtelfinale erreichte. Parraguez spielte alle drei Gruppenspiele über die volle Spielzeit, kam aber bei der Achtelfinalniederlage gegen Brasilien nicht zum Einsatz. 1999 spielte Parraguez seine fünfte und letzte Copa América. Dieses Mal überstand Chile mit einem 3:0-Erfolg über Venezuela und zwei Niederlagen die Gruppenphase als Dritter. Im Viertelfinale gewann La Roja, wie die Nationalmannschaft Chiles auch genannt wird, gegen Kolumbien und verlor das Halbfinale nach Elfmeterschießen gegen Uruguay. Parraguez spielte die Gruppenphase komplett, kam aber in den K.-o.-Spielen nicht mehr zum Einsatz.
2001 absolvierte Parraguez sein letztes Länderspiel bei der Qualifikation zur Weltmeisterschaft 2002, für die sich Chile letztlich nicht qualifizieren konnte. Bei der 1:3-Niederlage gegen Peru wurde der defensive Mittelfeldspieler nach 26 Spielminuten durch Milovan Mirosevic ersetzt. Insgesamt kommt Parraguez auf 52 Länderspieleinsätze. Ein Tor für sein Land blieb ihm jedoch verwehrt.

## Erfolge
Universidad Católica
- Chilenischer Meister: 1997-A
- Chilenischer Pokalsieger: 1991, 1995
- Copa Interamericana: 1994